# Bodo Senfft von Pilsach

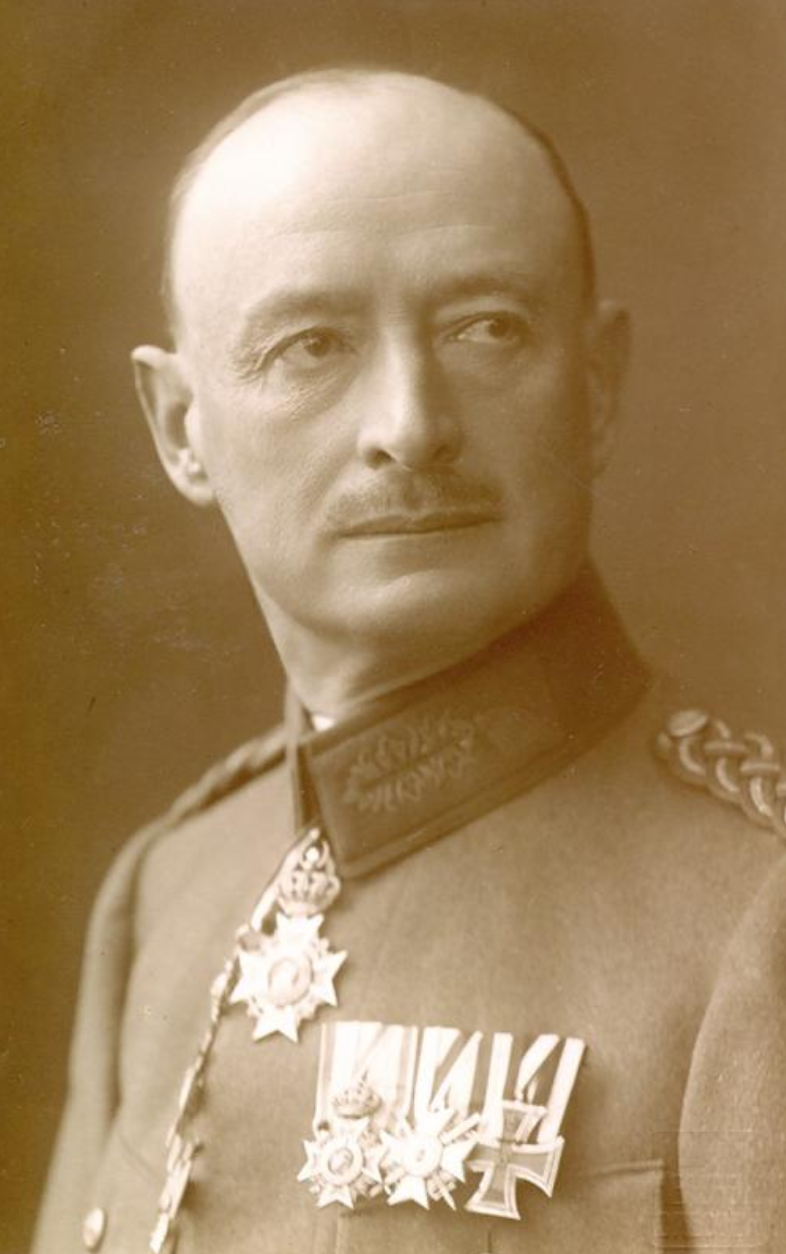
Bodo Senfft von Pilsach

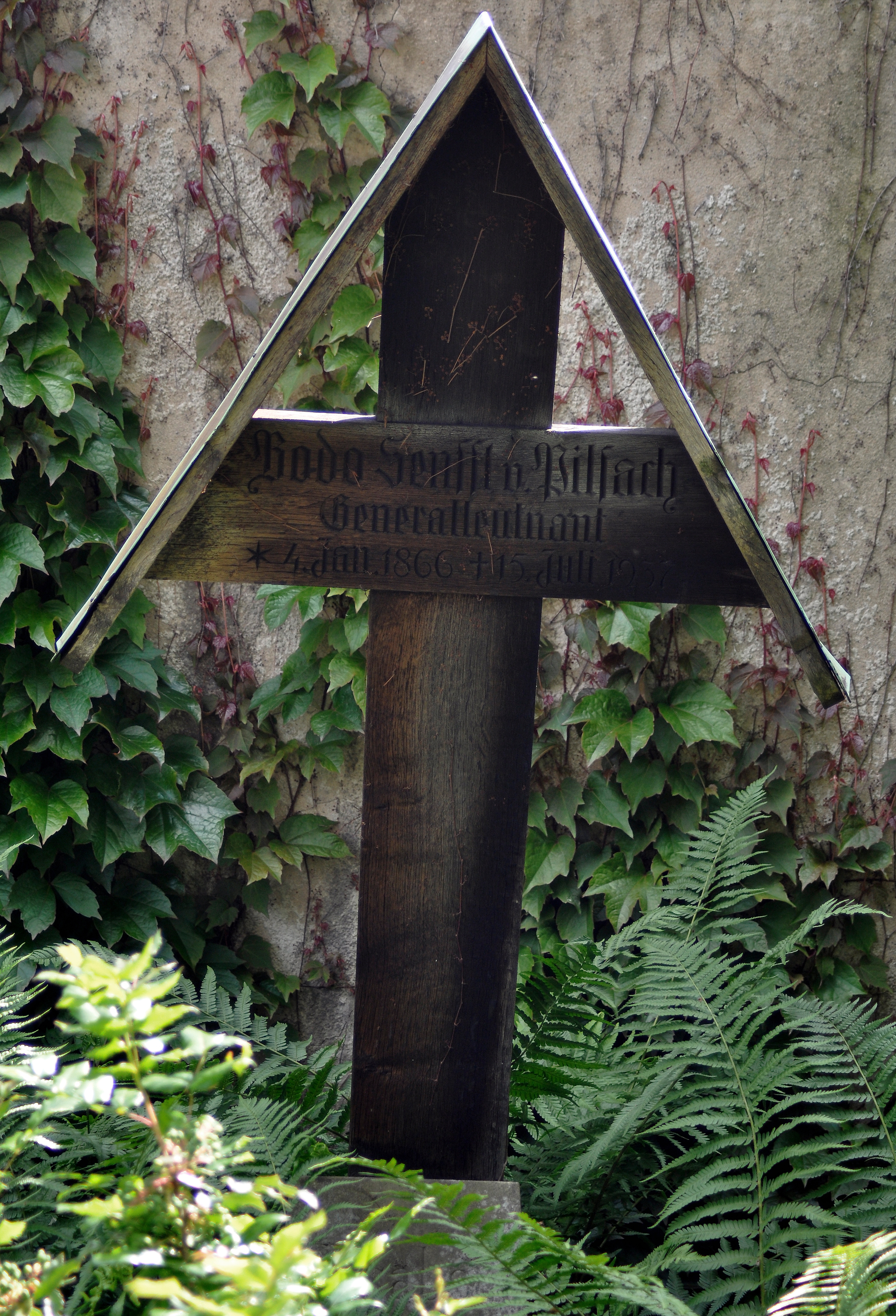
Grabkreuz des Generalleutnants Bodo Senfft von Pilsach in Dresden

Friedrich Gustav Adolf Bodo Senfft von Pilsach (* 4. Januar 1866 in Roßwein; † 15. Juli 1937 in Dresden) war ein deutscher Generalleutnant.

## Leben
Bodo entstammte der I. Linie des Adelsgeschlechts Senfft von Pilsach. Er war der Sohn des sächsischen Oberstallmeisters und Oberst Klemens Senfft von Pilsach (1827–1878) und dessen Ehefrau Josepha, geborene von Schütz (1842–1916). Die sächsischen Generale der Kavallerie Hugo und Adolf Senfft von Pilsach waren seine Onkel.
Senfft von Pilsach besuchte von Ostern 1875 bis Ostern 1878 das Vitzthumsche Gymnasium in Dresden. Er trat am 26. Oktober 1883 als Fähnrich in das 1. (Leib-) Grenadier-Regiments Nr. 100 der Sächsischen Armee in Dresden ein und avancierte bis Ende September 1884 zum Sekondeleutnant. Unter Beförderung zum Premierleutnant und Stellung à la suite seines Regiments erfolgte am 20. Dezember 1891 seine Kommandierung zur Unteroffizierschule in Marienberg. Ab 1893 war er als Kompanieführer an der Unteroffiziervorschule tätig. 1896 trat Senfft von Pilsach in den Truppendienst zurück und stieg Ende März 1898 zum Hauptmann und Kompaniechef auf. Mit der Beförderung zum Major war er vom 21. Mai 1907 bis zum 10. Dezember 1908 beim Stab des 14. Infanterie-Regiments Nr. 179, wurde anschließend dem Regiment aggregiert und am 19. August 1909 in den Stab versetzt. Am 21. September 1909 wurde Senfft von Pilsach Kommandeur des I. Bataillons im 10. Infanterie-Regiment Nr. 134 in Plauen und in dieser Stellung am 25. April 1913 zum Oberstleutnant befördert. Daran schloss sich mit Wirkung zum 1. Oktober 1913 eine Verwendung als etatmäßiger Stabsoffizier im 14. Infanterie-Regiment Nr. 179 an.
Nach Ausbruch des Ersten Weltkrieges wurde er im November 1914 zum Regimentskommandeur des Landwehr-Infanterie-Regiments Nr. 107 ernannt und führte dieses an der Ostfront. Er beteiligte sich unter anderem an der Schlacht bei Tannenberg und wurde für seine Verdienste am 3. Juni 1915 mit dem Ritterkreuz des Militär-St.-Heinrichs-Ordens ausgezeichnet. Das Regiment führte er bis Mai 1915, wobei er noch im selben Jahr zum Oberst und Kommandeur des Landwehr-Infanterie-Regiments Nr. 351 ernannt wurde. Später kommandierte er das Landwehr-Infanterie-Regiment Nr. 102. Im Dezember 1916 wurde er Brigadekommandeur der Infanterie-Brigade 246 und beteiligte sich im Juni 1917 persönlich an der Abwehr der Kerenski-Offensive in Bereschany. Für seine Verdienste wurde er deshalb am 28. August 1917 mit dem Kommandeurkreuz II. Klasse des Militär-St.-Heinrichs-Ordens ausgezeichnet. Am 18. April 1918 erfolgte seine Beförderung zum Generalmajor und als solcher war er bei Kriegsende Kommandant von Dresden. 
Nach dem Ersten Weltkrieg war er Inspekteur der Landwehr Dresden und Führer der Reichswehr-Brigade 19 in Leipzig. Das hatte besonders während der Märzkämpfe 1920 infolge des Kapp-Putsches seine Bedeutung, da er zugleich Befehlshaber für Westsachsen war, dem auch das Zeitfreiwilligenregiment Leipzig unterstand, das sich im Kern aus korporierten Studenten der Universität Leipzig zusammensetzte. An der Eskalation der Auseinandersetzungen im März Leipzig hatte er die Verantwortung. Siegfried Hoyer, der für die Universität Leipzig eine Geschichte der Studentenschaft verfasste, geht darin insbesondere in der Endphase der Märzkämpfe in Leipzig von etwa 150 Toten aus. In dem Zusammenhang gehört die  „Leipziger Blutsonntag“ vom Augustusplatz am 14. März 1920, bei der unter den Demonstranten 15 getötet und 40 verletzt wurden. Wegen seiner verschlechterten Gesundheit schied er im September 1920 als Generalleutnant aus dem aktiven Heeresdienst aus.
Senfft von Pilsach war Inhaber hoher in- und ausländischer Orden.
Sein Grab befindet sich auf dem Dresdner Johannisfriedhof.
Er hatte am 15. Januar 1895 in Leipzig Margit von Hartleben (*1871 +1921) geheiratet, von der er sich 1905 scheiden ließ. Am 17. Juli 1907 heiratete Senfft von Pilsach in Hamburg Elisabeth Suhr (*1881 +1983), mit der er eine Tochter, Anita (*1908 +1983) hatte. Aus einer unehelichen Verbindung mit Aloisia Rucena Dorn (*1870 +1936) wurde ein Sohn, Fritz Karl (*1903 +1944) geboren.